# Garden of Evil
Garden of Evil is een Amerikaanse western in Technicolor uit 1954 onder regie van Henry Hathaway. Destijds werd hij in Nederland uitgebracht onder de titel Satan's paradijs en in Vlaanderen als De duivelstuin.

## Verhaal
Hooker, Fiske en Daly zijn drie Amerikaanse goudzoekers die stranden in een haven van een klein dorpje in Mexico. In een saloon raken ze bijna in gevecht met een groep Mexicanen, die wordt geleid door Vicente. Ze worden onderbroken door Leah Fuller, een aantrekkelijke maar serieuze vrouw die hulp van cowboys zoekt. Ze legt uit dat haar man vastzit in een grot die op land van Apaches ligt. Daly voelt zich tot haar aangetrokken en biedt haar zijn hulp aan, ondanks het gevaar dat hij zal lopen. Als ze een geldsom uitlooft in ruil voor hulp, besluiten ook Hooker, Fiske en Vicente mee te gaan.
Tijdens de lange reis voelen alle Amerikanen zich tot Leah aangetrokken, maar doen niets met hun gevoelens. Daly dringt zich op een nacht echter aan haar op maar uiteindelijk wordt ze gered door Hooker, die haar de schuld geeft van het incident door haar flirterig gedrag. De volgende nacht vertelt Leah dat de stad waar haar echtgenoot in de val zit een heilige plaats is voor de indianen, omdat er een vulkaan ligt die ooit een grote groep vijanden heeft gedood. Niet veel later bereiken ze de stad en vinden ze haar man John. Ze bevrijden hem en verzorgen zijn gebroken been, maar hij toont allesbehalve dankbaarheid.
John beschuldigt Leah ervan dat ze enkel met hem getrouwd is om zijn geld. Ondertussen merkt Hooker dat ze in de gaten worden gehouden door de Apaches. Omdat ze weet dat ze niet langer gewenst is bij de groep, kondigt ze aan dat ze de indianen zal afleiden zodat zij kunnen vluchten. Hooker weigert haar echter achter te laten en uiteindelijk beginnen ze allemaal aan een gevaarlijke terugreis. Fiske en Daly vinden dat John Fuller de groep enkel ophoudt door zijn gebroken been en maken er geen geheim van dat ze hem willen achterlaten.
Ze worden onverwachts aangevallen door een met pijl-en-boog bewapende groep indianen, die eerst Daly vermoordt en vervolgens John doodt voor de ogen van Leah. De volgende dag probeert Hooker haar te kalmeren, totdat Vicente plotseling wordt doodgeschoten door de Apaches. Hooker, Fiske en Leah bevinden zich op dat moment op een hooggelegen smalle weg en realiseren zich dat ze in de val gelokt worden. Fiske besluit achter te blijven om de indianen tegen te houden, zodat Hooker Leah terug kan brengen naar het dorp. Nadat hij dit heeft gedaan, keert hij terug om Fiske te redden. Hij blijkt met succes de indianen tegengehouden hebben, maar sterft aan de gevolgen van de verwondingen.

## Rolverdeling
| Acteur                | Personage         |
| --------------------- | ----------------- |
| Gary Cooper           | Hooker            |
| Susan Hayward         | Leah Fuller       |
| Richard Widmark       | Fiske             |
| Hugh Marlowe          | John Fuller       |
| Cameron Mitchell      | Luke Daly         |
| Rita Moreno           | Cantina Singer    |
| Víctor Manuel Mendoza | Vicente Madariaga |

## Achtergrond
Aanvankelijk zou de film uitgebracht worden onder de titel Volcano, maar dit werd veranderd omdat er in dezelfde periode een Italiaanse film werd gemaakt onder dezelfde titel. Volgens filmhistorici was de film 20th Century Fox' antwoord op The Treasure of the Sierra Madre (1948). De film werd destijds positief ontvangen door de pers, maar zou al snel vergeten worden door het publiek.